# Maurice de Féraudy

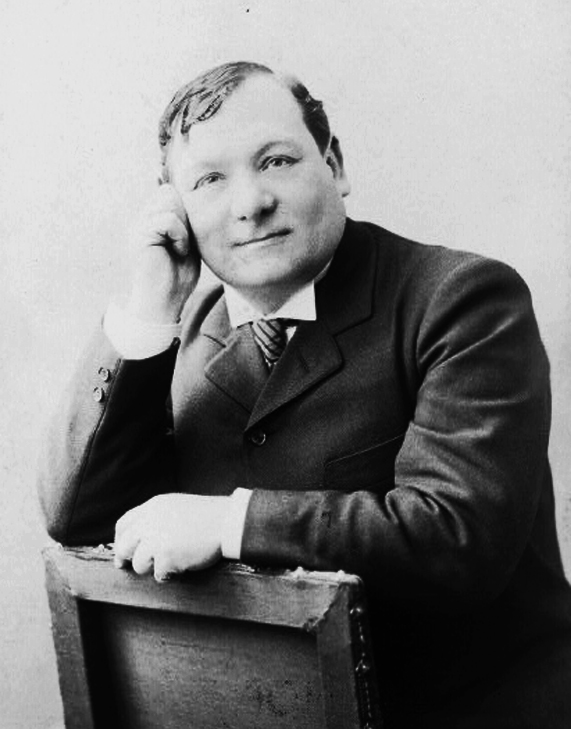
Maurice de Féraudy

Maurice de Féraudy, född 3 december 1859, död 12 maj 1932, var en fransk skådespelare.
Féraudy var 1880-1930 anställd vid Théâtre-Français, från 1887 som delägare, och uppträdde senare tillfälligtvis på andra scener i Paris. Med ett eget sällskap företog han ett flertal europeiska turnéer, bland annat till Sverige 1921. Féraudy beskrevs som en tekniskt fulländad, sällsynt naturlig skådespelare, full av esprit, humor temperament och känslovärme. Hans fält var den borgerliga repertoaren, främst komedin. Bland Féraudys roller märks Polonius i Hamlet, Harpagon i Den girige, Marcadet, Hertig Job, Poirier i Klädeshandlaren och hans måg, doktor Stockman i En folkfiende, Lechat i Affär är affär, kardinalen i Primrose och Poliche.
Féraudy ägnade sig även med framgång åt film, skrev för teatern och utgav bland annat diktsamlingen Fleurs emues.